# 유전무죄 무전유죄
유전무죄 무전유죄(有錢無罪 無錢有罪)는 돈이 있을 경우 무죄로 풀려나지만 돈이 없을 경우 유죄로 처벌받는다는 말이다. 법률소비자연대의 조사에 따르면 국민의 80%가량이 유전무죄, 무전유죄에 동의한다고 하였다. 사회의 사법부와 검찰에 대한 불신과 연결되어 있다.  기업 오너에 대한 솜방망이 처벌도 근거로 제시된다. 우리 사회 재벌 총수 중 7명은 모두 합쳐 23년의 징역형을 선고 받았으나 형이 확정된 후 평균 9개월 만에 사면을 받고 현직에 복귀했다.
2016년에는 현직 부장판사가 유력 기업인으로부터 억대 뒷돈을 받고 재판을 해준 혐의로 구속되는 사태가 벌어지기도 하였다.

## 사용
- 1982년 초판 발행된 '허쉬 허쉬'(종황 저)18페이지에서 사용되었다.(세상에 죄가 있다면 '돈 없는 죄' 밖에 없는 겁니다. 곧, 無錢이 有罪인 셈이지요)
- 1988년 탈주범 지강헌의 절규로 유명해졌다.
- 영국의 시사주간지 이코노미스트에서 재벌에 대한 솜방망이 처벌에 대한 기사에서 표현을 소개하였다.(Yujeon mujwai, mujeon yujwai)[4]

## 같이 보기
- 2010년 검사 성접대 사건
- 부러진 화살
- 지강헌 인질극